# Ford 300
Ford 300 – samochód osobowy klasy luksusowej produkowany pod amerykańską marką Ford w latach 1963 – 1964.

## Historia i opis modelu

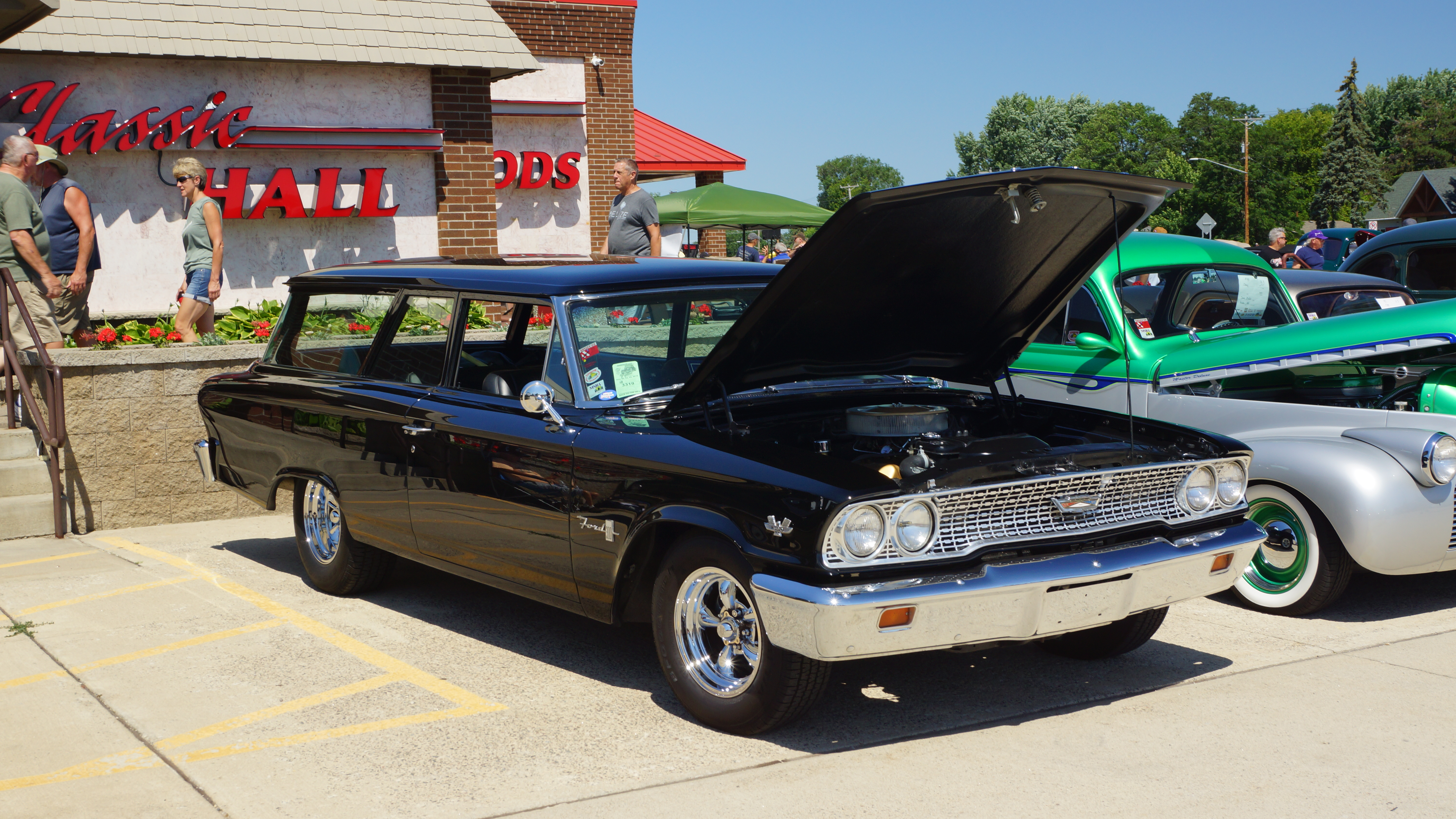
Ford 300 Kombi

W 1963 roku Ford zdecydował się poszerzyć swoją północnoamerykańską ofertę dużych, pełnowymiarowych pojazdów o model oparty na limuzynie Galaxie. Ford 300 plasował się w ofercie poniżej niego, jako tańsza i ubożej wyposażona alternatywa. Ofertę wzbogaciła także wersja kombi.

### Produkcja
Produkcja Forda 300 trwała rok, po czym producent zdecydował się zakończyć nią włączając model do oferty droższego Galaxie.

### Silniki
- L6 3.7l Mileage Maker
- V8 5.8l FE
- V8 6.4l FE
- V8 6.6l FE
- V8 7.0l FE